# Dagestanmatta

Matta från Hila, Dagestan (på Hallwylska museet).

Dagestanmattor är en sorts handknutna kaukasiska mattor med geometriska mönster från den ryska regionen Dagestan i nordöstra Kaukasus.

## Historia
Namnet Dagestan betyder ”bergslandet”, och regionen ligger i Nordkaukasien med gräns mot Kaspiska havet i öster och Azerbajdzjan i söder. Sedan 1921 är Dagestan en delrepublik inom Ryssland, men området har en lång och komplex historia präglad av geografisk isolering, etnisk mångfald och politisk instabilitet.
Från 1200-talet till 1800-talet var Dagestan under persiskt inflytande, vilket även påverkade kultur och konsthantverk. Mattmönstren från denna tid uppvisar tydliga stilistiska likheter med persiska mattor.
Det var först under 1860-talet som det ryska imperiet inledde sin militära expansion in i Dagestan. Det följdes av ett utdraget krig som pågick i över 35 år, då många av de lokala folkgrupperna gjorde motstånd mot den ryska erövringen. Kriget ledde till att många invånare flydde till nuvarande Turkiet och Iran. Efter kriget skapade Ryssland nya administrativa indelningar, där det bergiga området i västra Dagestan slogs samman med kustslätten kring staden Derbent. Det sammanslagna området fick namnet Dagestan. Trots att ryska språket sedan länge är officiellt språk i republiken, talas där än i dag över 30 olika lokala språk, vilket speglar regionens etniska mångfald och historiska komplexitet.

## Teknik och material

Dagestanmattor utanför Naryn-Kalais borgmur i Derbent (2001)

Dagestanmattorna har traditionellt tillverkats helt i ull med klara naturfärger, och användes ofta som bönemattor. Det är vanligt att mattorna saluförs som derbentmattor (efter en större uppsamlingsplats i Derbent, Dagestan), men ofta har stor del av vävningen i själva verket skett längre söderut, i byarna kring Ortasal och Kasumkent (i Sulejmandistriktet). Undersidorna kan ha en karaktäristisk ribbad struktur som uppstår genom kraftigt nedtryckt varp – en teknik där varptrådarna pressas ned i två nivåer av hårt åtdragna inslag.
Varpen är av grå ull, men mer sällsynt har även gethår använts till varpen. Inslaget kan vara i färger som rödbrunt, blått eller vitt. Mattorna knyts med symmetrisk ghiordesknut (turkisk knut), och även luggen är av ull. Kanterna avslutas ofta med färgade stadkanter, medan ändarna har en smal vävd kant följd av knuten frans. Färgskalan i dessa äldre mattor är mjuk men varierad, med inslag av blått, rött, gult, grönt samt ibland mer sällsynta färger som saffransgult och äppelgrönt. Mattorna vävda i Dagestan tenderar att ha en finare knutkvalitet än kazakmattor från södra Kaukasus, men är inte lika finvävda som de från området kring staden Quba.

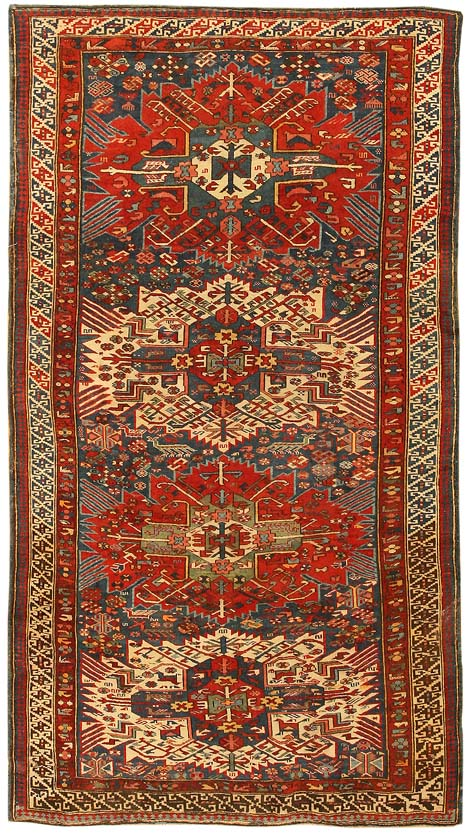
En antik Zeykhur-matta.

Mattor som säljs under namnet Zeykhur (även stavat Zeikhur) är vävda i Tabasarandistriktet i Dagestan. De utmärks av ovanliga färgkombinationer som rosa tillsammans med djuprött, samt blomsterornamentik med influenser från europeiska förlagor.
Under Sovjettiden (efter omkring år 1925) organiserades mattvävningen i Dagestan i kolchoser, en sorts kollektiva jordbruk. Detta har gett upphov till benämningen kolchosmattor. Dessa mattor skiljer sig tydligt från de äldre dagestanmattorna både i materialval och färgbehandling. Istället för ull rakt igenom, används nu ofta bomull i varp och inslag. Färgerna är i regel syntetiska, och får en något gråaktig nyans efter att de genomgått en kraftig kemisk tvättning. De nyare sorterna av dagestanmattor kallas ofta mikrachmattor, achtymattor och derbentmattor.

## Formgivning
Blå nyanser är särskilt frekventa i äldre dagestanmattor från 1800-talet och tidigt 1900-tal, och förekommer ofta i större utsträckning än rött. Detta skiljer dem från exempelvis kubamattorna från grannregionen Quba i Azerbajdzjan.
I ett reportage i Svenska Dagbladet från 1901 från en utställning av orientaliska mattor och gobelänger i Stockholm, ansågs följande om mattorna: 
Mittfältet består ofta av ett rutnät eller galler av återkommande figurer, ibland ordnade i diamantmönster eller symmetriska fält. Helhetsintrycket påminner om mosaik eller smycken, med en balanserad och ren komposition. I vissa mattor förekommer även randmönster i mittfält eller bård, ibland dekorerade med blomstermotiv eller serier av stiliserade geometriska former.
Ett vanligt inslag är hakmotiv som används både som självständigt mönsterelement och för att mjuka upp kontrasten mellan olika färgfält. Stjärnmedaljonger förekommer också ofta i mittfältet eller som upprepade element i gallerkompositioner.
Dagestanmattor som använts som bönemattor innehåller ofta motiv från mihrab i övre delen av fältet av mattan – gärna på en elfenbensfärgad botten. Under nischen finns ett rutnät med stiliserade växtmotiv i olika färger. Under mitten av 1900-talet förekom det ofta att en viss typ av sjirvanmattor med elfenbensfärgad botten och rombformade blomfack felaktigt såldes som dagestanmattor.

## Bildgalleri

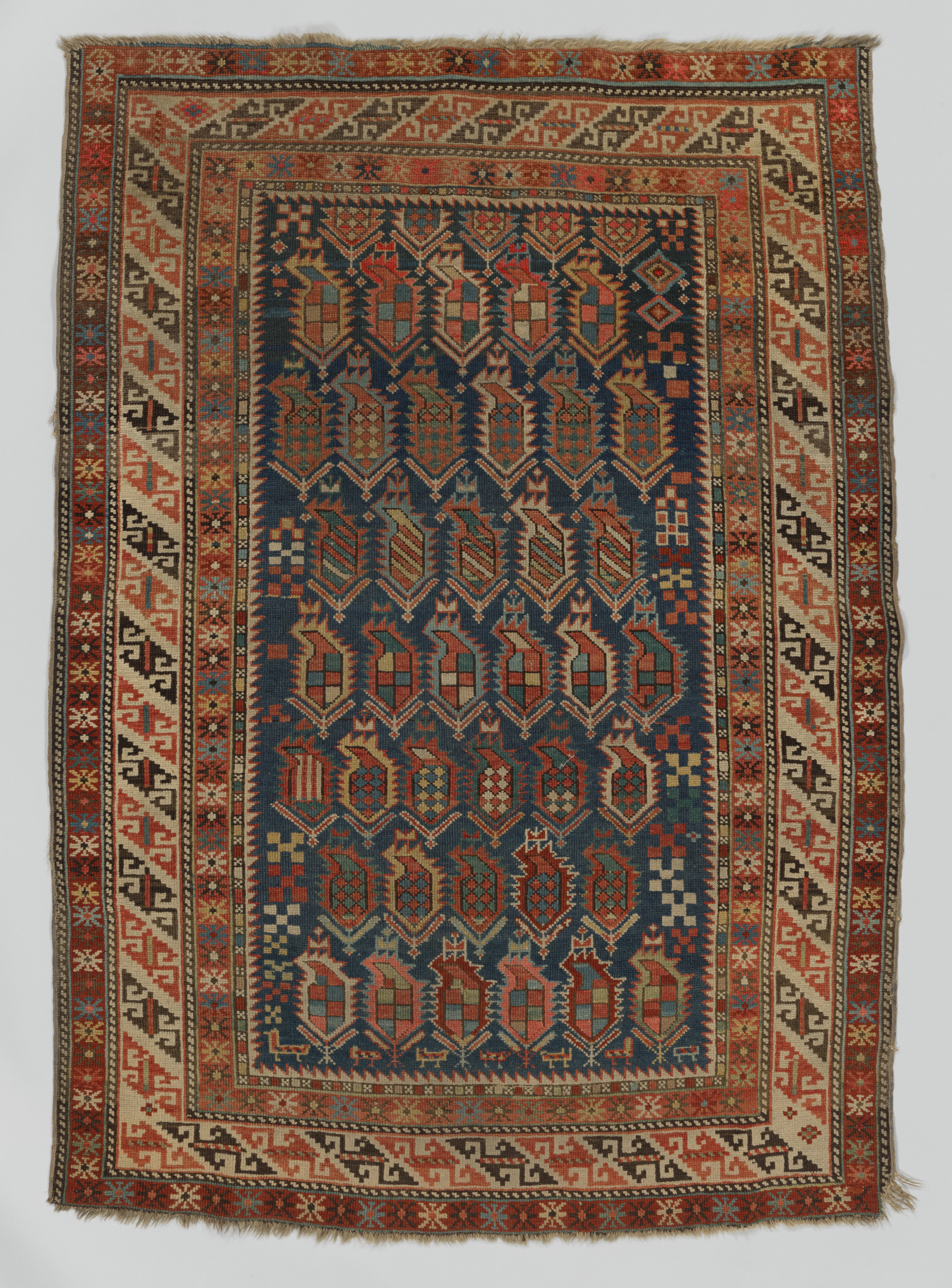
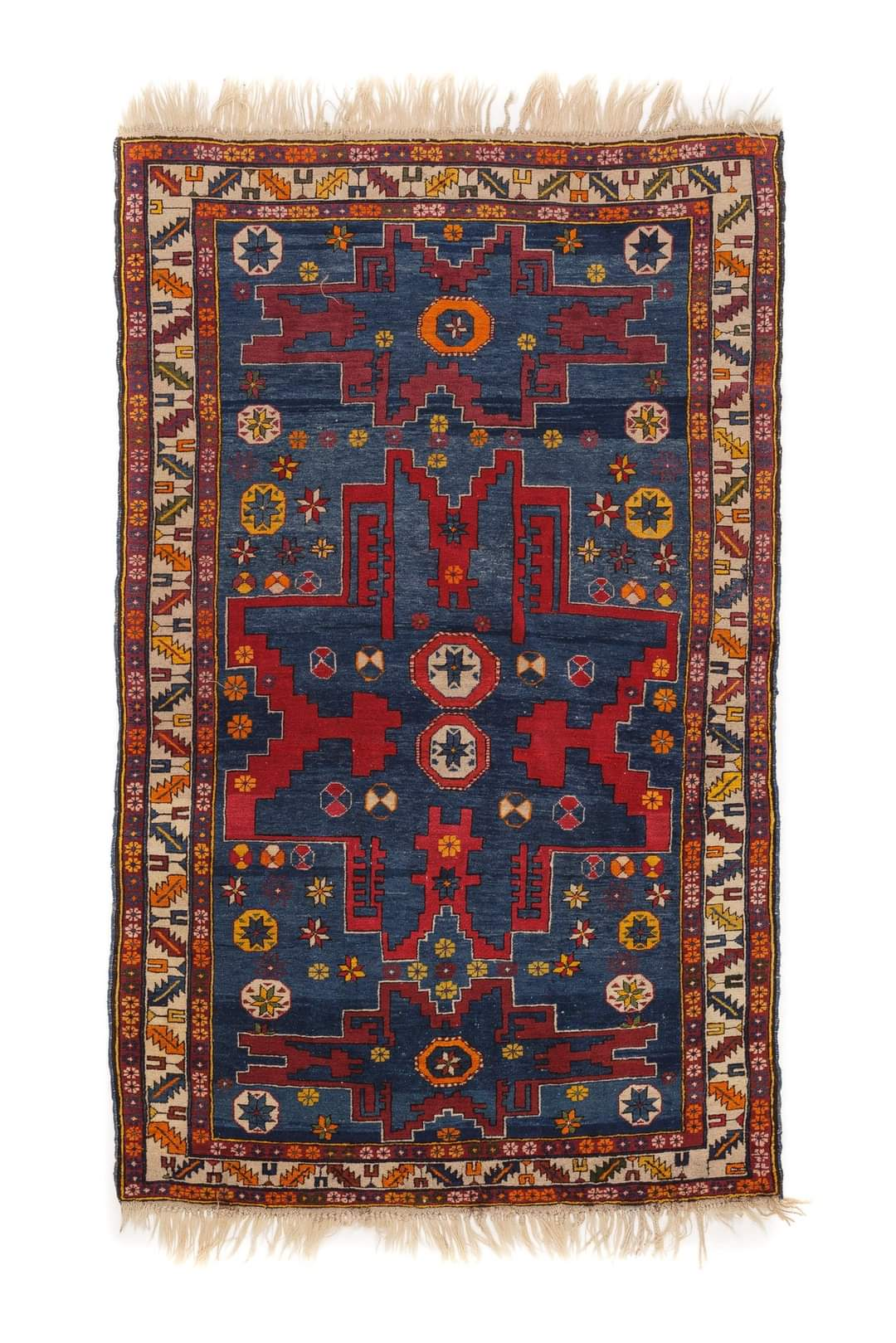
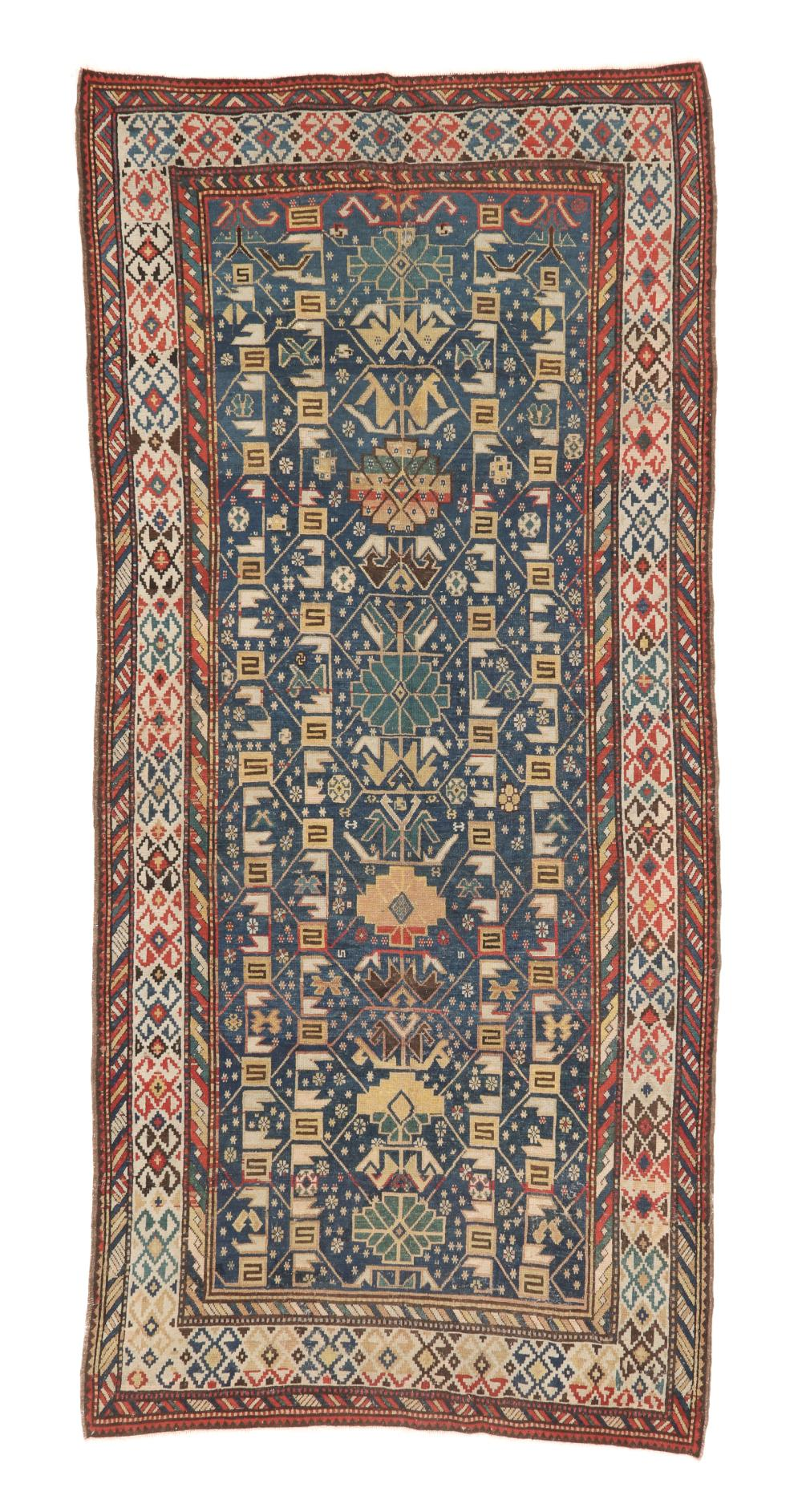
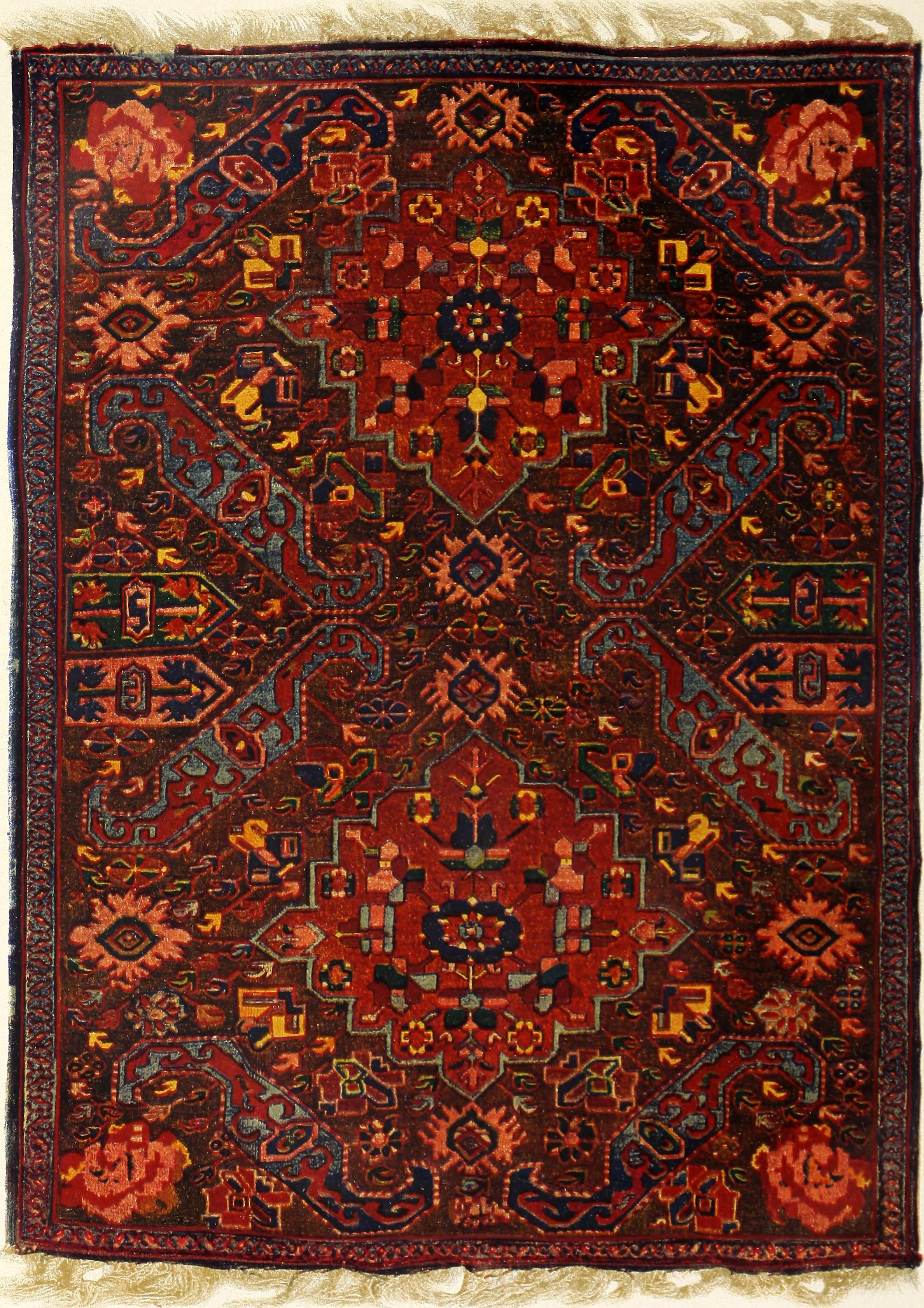